# Padmapriya Janakiraman
Padmapriya Janakiraman, conocida como Padmapriya, es una actriz india que principalmente trabaja en películas en malayalam. Hizo su debut como actriz en la película telugu Seenu Vasanthi Lakshmi en 2004.

## Primeros años de vida
Padmapriya proviene de Delhi, hija de Janakiraman, un destacado brigadier del ejército indio, y Vijaya, ambos con raíces tamil.
Padmapriya completó su educación en Kendriya Vidyalaya, Trimulgherry, Secunderabad, Telangana, y luego asistió a la Academia Loyola en Alwal, Secunderabad, donde se graduó con una licenciatura en Comercio. Más tarde, obtuvo una maestría en Finanzas en KIAMS, Harihar. Inició su carrera laboral como consultora de riesgos en GE Capital, trabajando en Bangalore y Gurgaon. Posteriormente, se unió a la Sinfónica de Bangalore. Durante su tiempo libre, incursionó en el modelaje, lo que eventualmente la llevó al mundo del cine y la actuación. Además, ganó el título de Miss Andhra Pradesh en 2001. Durante su último año en Andhra Pradesh, Padmapriya también lanzó un álbum de música.
Padmapriya también cuenta con un Diploma de Posgrado en Derecho Ambiental de la Facultad de Derecho Nacional de la Universidad de la India y una Maestría en Administración Pública de la Universidad de Nueva York.

## Carrera
Padmapriya debutó en la actuación con la película telugu de 2004 Seenu Vasanthi Lakshmi, una adaptación de la película malayalam Vasanthiyum Lakshmiyum Pinne Njaanum. En ese papel, interpretó a la hermana empobrecida de un hombre ciego que era explotada sexualmente, aceptando el papel por "consideraciones de amistad". Este papel le abrió las puertas de la industria cinematográfica malayalam, donde protagonizó Kaazhcha junto a Mammootty ese mismo año. Su actuación como madre que lucha por acomodar a otro niño, víctima del terremoto de Gujarat, fue aclamada por la crítica y le valió el Premio Asianet a la Mejor Revelación Femenina del Año.
En 2005, Padmapriya hizo su debut en el cine tamil con "Thavamai Thavamirundhu", un drama que exploraba los lazos familiares, especialmente la relación entre padre e hijo. En la película, compartió pantalla con el actor y director Cheran, interpretando el papel de una joven universitaria sencilla. La película recibió elogios de la crítica y ganó varios premios en importantes ceremonias de premios en la India, incluido un Premio Nacional de Cine a la Mejor Película sobre Bienestar Familiar. Por su destacada actuación, Padmapriya recibió el premio Filmfare a la Mejor Actriz Debutante. Más tarde, actuó nuevamente en la película malayalam "Rajamanikyam", junto a Mammootty. Esta comedia, en la que también participaron Rahman y Sindhu Menon, fue un gran éxito.
En 2006, Padmapriya apareció en seis películas. Su primera película estrenada ese año fue "Vadakkum Nathan", que considera su verdadero comienzo en la carrera actoral, afirmando: "Comencé a tomarme esta carrera en serio con esa película". Luego protagonizó la película tamil "Pattiyal", donde interpretó a una vendedora de una empresa de ropa. Dirigida por Vishnuvardhan y ambientada en el mundo de los gánsteres, la película fue un gran éxito tanto comercial como crítico, convirtiéndose en una de las películas tamil más taquilleras del año. Posteriormente, actuó en las películas malayalam "Karutha Pakshikal" y "Yes Your Honor", ambas muy elogiadas por la crítica. Su interpretación en ambas películas recibió críticas positivas, especialmente su papel como Poongodi, una mendiga callejera en la primera, lo que le valió excelentes elogios y varios premios, incluido el Premio Filmfare a la Mejor Actriz.
En 2007, Padmapriya tuvo 7 lanzamientos, comenzando con "Anchil Oral Arjunan". Luego protagonizó "Veeralipattu" y "Satham Podathey", una película en tamil. Esta última fue un thriller psicológico dirigido por Vasanth, en el que interpretó el papel de una esposa vulnerable que es secuestrada por su exmarido, de quien se había divorciado debido a su adicción al alcohol. Después de "Satham Podathey", Padmapriya apareció en las películas "Naalu Pennungal" en malayalam, dirigida por Adoor Gopalakrishnan, y "Mirugam" en tamil, dirigida por Samy. En "Naalu Pennungal", donde el director ganó el Premio Nacional de Cine a la Mejor Dirección, interpretó el papel de una prostituta callejera. Mientras tanto, en "Mirugam" retrató a la esposa marimacha de un matón que se comporta como un animal, lo que le valió el Premio Especial del Cine Estatal de Tamil Nadu a la Mejor Actriz.
En 2010, Padmapriya incursionó en el cine hindi interpretando a la dueña de un bar en "Striker", y también apareció en películas en kannada, desempeñando el papel de una activista de derechos humanos en "Thamassu". Además, protagonizó la película tamil basada en vaqueros "Irumbukkottai Murattu Singam" como la hija de un oficial del ejército, y en malayalam "Kutty Shrank" junto a Mammootty. Su actuación en "Naayika" en 2011 fue muy elogiada por la crítica, con NDTV destacando que su belleza y habilidades interpretativas ayudaron a dar vida al papel de manera perfecta. Además, ha participado en varios anuncios publicitarios.

## Vida personal
El 12 de noviembre de 2014, Padmapriya contrajo matrimonio con Jasmine Shah en Mumbai. Originario de Gujarat, Shah trabaja como jefe de políticas para el sur de Asia en el Abdul Latif Jameel Poverty Action Lab, con sede en el Instituto Tecnológico de Massachusetts. Se conocieron mientras ambos cursaban sus estudios de posgrado en Columbia y la Universidad de Nueva York.

## Premios
Premios Nacionales de Cine
- En 2010, Padmapriya recibió una Mención Especial por su actuación en "Pazhassiraja".[18]

Premio de Cine Estatal de Tamil Nadu
- En 2007, Padmapriya recibió el Premio Especial del Estado de Tamil Nadu por su actuación en "Mirugam".[2]

Premios de cine del estado de Kerala
- En 2006, Padmapriya fue reconocida como la Segunda Mejor Actriz por su papel en "Karutha Pakshikal".
- En 2009, obtuvo el mismo reconocimiento por su actuación en "Pazhassiraja".

Premio Filmfare Sur
- En 2005, Padmapriya fue galardonada como Mejor Debutante Femenina (Sur) por su actuación en "Thavamai Thavamirundhu".
- En 2006, recibió el premio a la Mejor Actriz en la categoría de Malayalam por su papel en "Karutha Pakshikal".
- En 2009, fue reconocida como Mejor Actriz de Reparto en la categoría de Malayalam por su papel en "Pazhassiraja".